# Perangusan
Perangusan is een bestuurslaag in het regentschap Aceh Singkil van de provincie Atjeh, Indonesië. Perangusan telt 431 inwoners (volkstelling 2010).